# Denis Dercourt

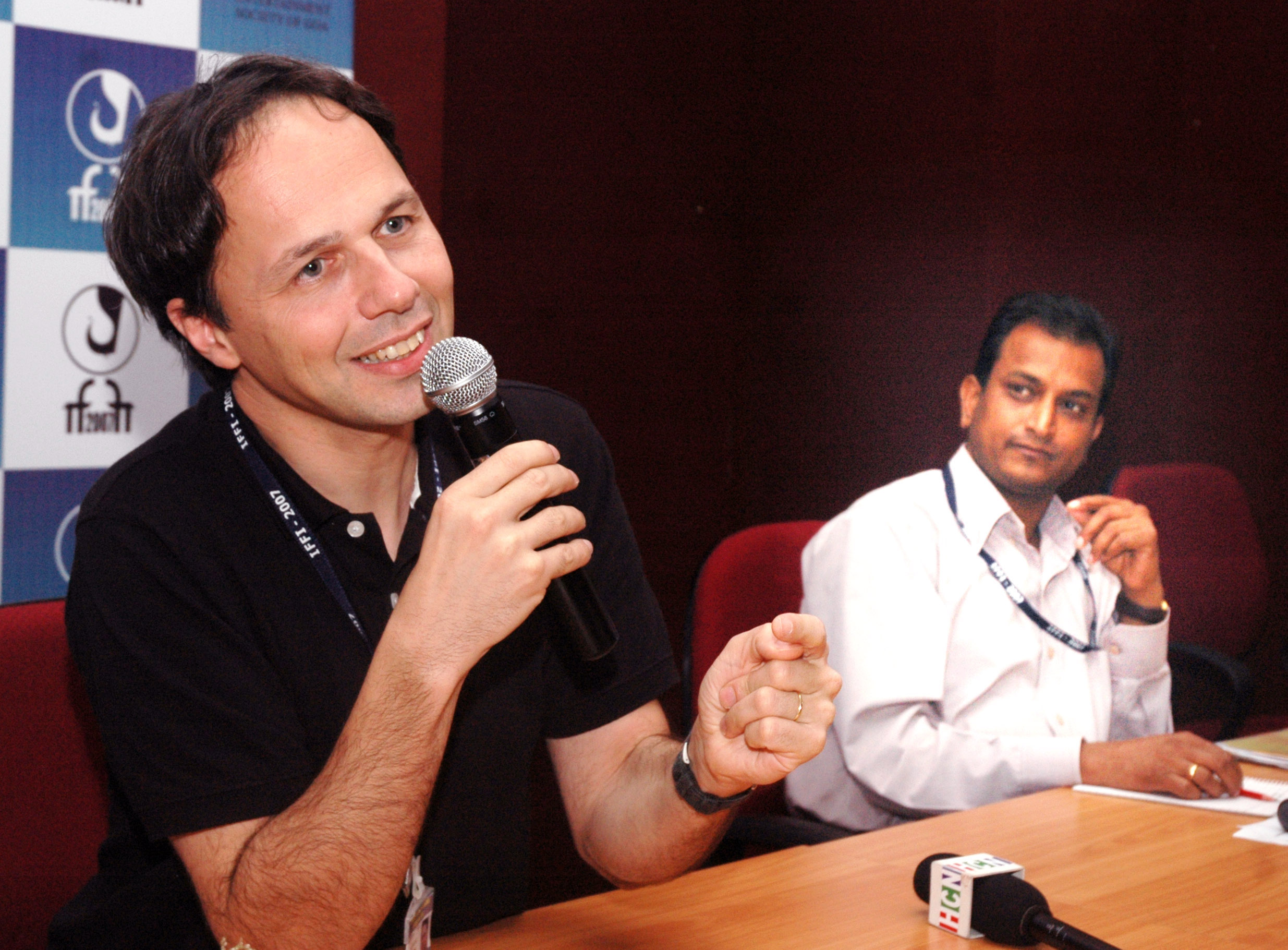
Denis Dercourt in 2007

Denis Dercourt (Parijs, 1 oktober 1964) is een Frans filmregisseur en scenarist.

## Leven en werk

### Opleiding en muziekcarrière
Denis Dercourt groeide op in een milieu waar hij gemakkelijk in contact kwam met de muziek- en filmwereld. Zijn vader was immers producent en zijn moeder was pianolerares. Al vroeg zong hij in het kinderkoor Les petits chanteurs à la croix de bois en volgde hij viool- en altvioollessen. Hij verwierf zijn baccalauréat reeds op zestienjarige leeftijd. Daarna behaalde hij universitaire diploma's in de filosofie en in de politieke wetenschappen. Tussen 1988 en 1993 was hij eerste solist altviool bij het Frans symfonieorkest. Sinds 1993 geeft hij lessen altviool en doceert hij kamermuziek aan het conservatorium van Straatsburg. 

### De eerste stappen als filmregisseur
Dercourt voelde zich ondertussen ook meer en meer aangetrokken door de film en hij debuteerde in 1997 met Le Déménagement, een middellange komedie over een musicus die verhuist de dag voor een belangrijk concours en uiteraard niet kan meehelpen omdat hij bang is zich te bezeren. Zijn tweede werk, de tragikomedie Les Cachetonneurs (1998), speelde zich volledig af in het muziekmilieu en toonde de lotgevallen van instrumentalisten die bijlessen geven. In zijn derde film, de tragikomedie Lise et André (2000), confronteerde hij een bijgelovige moeder die een comateuze zoon heeft, met een gedesillusioneerde misantropische priester van wie ze verwacht dat hij met haar op bedevaart vertrekt. 
In het drama Mes enfants ne sont pas comme les autres (2003) eist een orkestmusicus, die zijn twee kinderen - allebei muzikale virtuozen - alleen opvoedt, een fanatieke toewijding aan hun muzikale opleiding.

### De doorbraak
In 2006 verscheen het drama La tourneuse de pages, de film die hem de doorbraak bezorgde. Deze als een spannende en intelligente wraakfilm verpakte thriller die weer rond muziek draaide werd voor het eerst voorgesteld in de sectie Un certain regard op het Filmfestival van Cannes. 
Zijn volgende film, Demain dès l'aube (2008) werd eveneens in Un certain regard opgenomen. In dit verontrustend drama raakte Mathieu, een beroemd pianist, helemaal verstrikt in de wereld van nagespeelde Napoleontische veldslagen en festijnen waarin zijn geobsedeerde ietwat labiele jongere broer hem heeft meegesleurd.

### De jaren 2010
In 2013 bracht Dercourt La Chair de ma chair uit, een drama waarin een moeder begint te twijfelen aan de geestelijke gezondheid van haar dochter van wie ze zielsgraag houdt. In de dramatische thriller Zum Geburtstag (2014) ontmoetten twee jeugdvrienden elkaar onverwachts dertig jaar later. Het drama En équilibre (2015) toonde hoe een tot de rolstoel veroordeelde paardenstuntman en de agente van zijn verzekeringsmaatschappij die over de omvang van de schade-uitkering moet oordelen langzamerhand naar elkaar toegroeien.  

## Filmografie
- 1997 - Le Déménagement
- 1998 - Les Cachetonneurs
- 2000 - Lise et André
- 2003 - Mes enfants ne sont pas comme les autres
- 2004 - Ukyio, monde flottant
- 2006 - La tourneuse de pages
- 2008 - Demain dès l'aube
- 2013 - La Chair de ma chair
- 2014 - Zum Geburtstag (Pour ton anniversaire)
- 2015 - En équilibre
- 2019 - L'Enseignante
- 2021 - Vanishing

- Bibliothèque nationale de France: cb12934333c (data)
- Gemeinsame Normdatei: 135936667
- International Standard Name Identifier: 0000 0001 1932 1929
- Library of Congress Control Number: no2007102567
- Nationale Bibliotheek van Tsjechië: xx0152005
- Nationale Bibliotheek van Israël: 987007436752405171
- Nederlandse Thesaurus van Auteursnamen: 300918372
- SNAC: w62h1zmn
- Système universitaire de documentation: 144274663
- Virtual International Authority File: 9631422
- WorldCat: E39PBJyGThxMhc3mVMXJyJ6Yfq